# Климешти (Њамц)
Климешти (рум. Climești) насеље је у Румунији у округу Њамц у општини Фауреј. Oпштина се налази на надморској висини од 311 m.

## Становништво
Према подацима из 2002. године у насељу је живело 364 становника, од којих су сви румунске националности.